# Cascais
Cascais este un oraș situat în partea de vest a Portugaliei, pe malul Atlanticului. Suburbie a capitalei portugheze, localitatea a evoluat de la un mic port pescăresc la o stațiune balneoclimaterică vestită.
Cascais se se intinde pe  97,40 km² si are 206 479 de locuitori împărțiți in 4 parohii. În partea de nord este limitat de orașul Sintra, in est de orașul Oeiras și in sud/vest de oceanul Atlantic, parte care se mai numește și faimoasa Costa do Estoril.
Cascais se situeaza la 30 de minute de capitala Portugalie, Lisabona de-a lungul malului mării. încă din secolul al XIX-lea , Cascais este unul dintre orasele cele mai vizitate si apreciate din punct de vedere turistic. Turiștii se pot bucura de o clima blânda, plaje , peisaje si gastronomie variată.

## Turism
Astăzi, în Cascais există un port mare cu iahturi  și mai multe plaje mici de nisip.
Turiștilor din Lisabona le este ușor sa ajunga în Cascais atât cu mașina, cât și cu frecventele trenuri de navetiști, cu un cost minim. Municipiul are un muzeu de artă, dar și un muzeu oceanografic,  parcuri și încântătoare străzi pavate, aflate în centrul istoric. Orașul are multe hoteluri si apartamente turistice, precum și multe restaurante, pentru toate categoriile sociale. Este un loc bun pentru cei care vizitează Lisabona și împrejurimile și nu doresc să se cazeze în centrul luxosului oraș, dar totuși preferă un mediu urban și sofisticat.
Cascais este înconjurat de plaje populare, cum ar fi plaja Guincho, la vest și muntii Sintra, la nord. Câteva dintre țărmuri sunt înconjurate de stânci, ceea ce ofera turiștilor peisaje și obictive turistice naturale cum ar fi Boca do Inferno. Este, de asemenea, o destinație populară de golfuri cu aproximativ 10 golfuri în apropiere. Surfing, sailing, windsurfing si kitesurfingul sunt de asemenea populare datorită vremii favorabile. În 2007, Cascais a fost gazda oficială a Campionatului Mondial ISAF.
Municipalitatea găzduiește, de asemenea, evenimente internaționale privind tenisul și motocicletele. Mai mulți ani la rând a fost gazda pentru FIA F1 Portugalia Grand Prix.  Faimosul cazinou Estoril este unul dintre cele mai mari din Europa. Aproape de cazinou se afla hotelul Palacio, un hotel de 5 stele unde scene din filmul cu James Bond, On Her Majesty's Secret au fost filmate.

Pentru mai multe imagini, vizitati https://vacantelemele.wordpress.com/2012/09/29/portugalia-cascais/
1. ↑  , Instituto Nacional de Estatística[*] https://www.ine.pt/xportal/xmain?xpid=INE&xpgid=ine_indicadores&indOcorrCod=0008350&selTab=tab0, accesat în 19 septembrie 2018 Lipsește sau este vid: |title= (ajutor)